# Taba Pingin
Taba Pingin is een bestuurslaag in het regentschap Lubuklinggau van de provincie Zuid-Sumatra, Indonesië. Taba Pingin telt 2943 inwoners (volkstelling 2010).